# قضیه‌های معکوس
دو قضیه حملی هنگامی معکوس هم هستند که جای موضوع و محمول آن‌ها با هم عوض شده باشد. در منطق بررسی می‌شود که عوض کردن جای موضوع و محمول با هم، چه تأثیری در درست یا نادرست بودن قضیه دارد.
در منطق فلسفی، اگر دو قضیه حملی از نظر موضوع و محمول با هم مقایسه شوند، حالت‌های مختلفی ممکن است پیش آید. یک حالت رابطهٔ تقابل و دیگری رابطهٔ عکس است.

## انواع عکس
عکس مستوی
اگر در یک قضیهٔ حملی جای موضوع و محمول عوض شود اما نسبت قضیه ثابت نگه داشته شود، دو قضیه عکس مستوی هم خواهند بود. مثلاً عکس مستوی قضیهٔ «الف ب است»، «ب الف است» است و عکس مستوی قضیهٔ «الف ب نیست»، «ب الف نیست» است.
پرسشی که در این‌جا پیش می‌آید این است که عکس مستوی یک قضیهٔ درست چه هنگام درست است؟ جدول زیر به این پرسش پاسخ می‌دهد.
| قضیهٔ درست       | عکس مستویِ لزوماً درست       |
| --------------- | -------------------------- |
| هر الف ب است    | بعضی ب الف است             |
| هیچ الف ب نیست  | هیچ ب الف نیست             |
| بعضی الف ب است  | بعضی ب الف است             |
| بعضی الف ب نیست | عکس مستویِ لزوماً درست ندارد |

عکس نقیض
عکس نقیض یک قضیه به این صورت به دست می‌آید که نقیض محمول را به جای موضوع، و موضوع را به جای محمول قرار داده نسبت (سلب یا ایجاب) را تغییر دهیم. مثلاً عکس نقیض قضیهٔ «الف ب است»، «غیر ب الف نیست» است و عکس نقیض قضیهٔ «الف ب نیست»، «غیر ب الف است» است.
پرسشی که در این‌جا پیش می‌آید این است که عکس نقیض یک قضیهٔ درست چه هنگام درست است؟ جدول زیر به این پرسش پاسخ می‌دهد.
| قضیهٔ درست       | عکس نقیضِ لزوماً درست       |
| --------------- | ------------------------- |
| هر الف ب است    | هیچ غیر ب الف نیست        |
| هیچ الف ب نیست  | بعضی غیر ب الف است        |
| بعضی الف ب است  | عکس نقیضِ لزوماً درست ندارد |
| بعضی الف ب نیست | بعضی غیر ب الف است        |